# Alanya

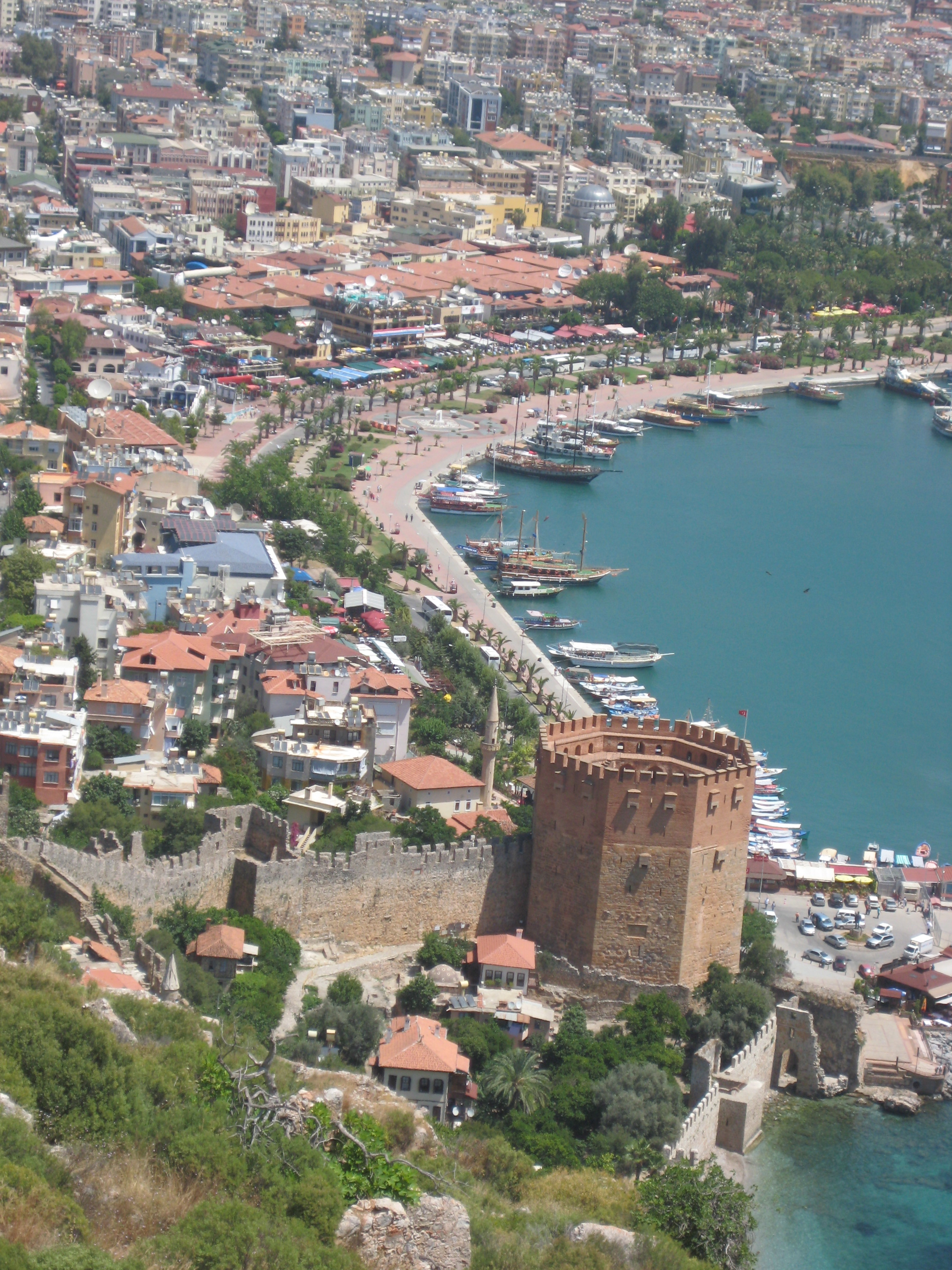
Pohled na Alanyi: Červená věž a přístav

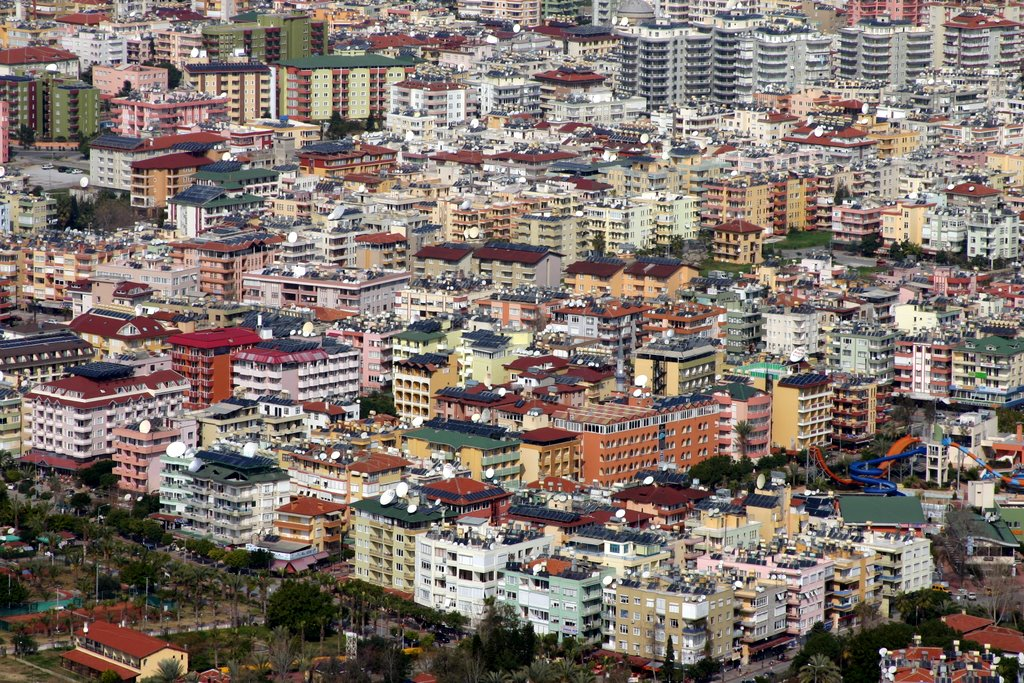
Pohled na domy ve městě.

Alanya (výslovnost [ɑˈlɑnjɑ]IPA) je turecké město vzdálené 120 km od Antalye. Počítáno i s periferiemi má skoro 400 000 obyvatel.

## Historie
Alanya patří jako řada sídel na jižním pobřeží Středozemního moře k těm, které mají velmi dlouhou historii. Starořecký název Alanye zněl Korakesion. Patřila do oblasti Pamfýlie, ale někdy se počítá i do Kilikie.
Tehdejší název města odkazuje na kopcovitý výběžek vystupující hluboko do moře, na němž bylo starověké město postaveno. Vrchol kopce, kde dnes stojí Alanyjská pevnost, byl již v helénistickém období obehnán obrannou zdí. Na počátku 2. století př. n. l. město odolalo obléhání ze strany seleukovského panovníka. Po nějakou dobu bylo základnou místních pirátů. Piráty nakonec porazil Pompeius v roce 67 př. n. l.. V období Římské říše byly ve městě Korakesion raženy vlastní mince. Vzniklo zde také biskupství.
Město se rozvíjelo i za doby rozmachu říše byzantské. Bylo známé pod názvem Kalon oros (Krásná hora). V 11. století zde byl v místní pevnosti postaven kostel. Města se roku 1221 zmocnil seldžucký sultán Kejkubád I. a přejmenoval ho na Alaiye. Tím začalo období islámu. Po úpadku rúmského sultanátu se město stalo v roce 1471 součástí Osmanské říše. V roce 1864 bylo součástí správní jednotky s centrem v Konyi a v roce 1868 v Antalyi.

## Pláže v Alanyi
Ve městě Alanya se nacházejí dvě pláže. Jsou od sebe odděleny útesem, na kterém je vystavěna místní pevnost. Obě dvě pláže (západní a východní) jsou orientovány po celé své délce směrem na jih a omývané otevřeným Středozemním mořem. Kleopatřina pláž, která měří 3 km, má ocenění Evropské unie a táhne se od pevnosti směrem na západ. Východní pláž začíná v přístavní oblasti a táhne se směrem k menšímu středisku Mahmutlar.
Obě pláže nabízejí jak bezplatné a veřejné zóny, tak i placené sekce s možností pronájmu lehátek a slunečníků. Ceny za kompletní výbavu (2× lehátko + slunečník) vyjdou na zhruba 90 TL. Dále zde fungují pláže placené formou konzumace v plážových barech.

## Turistický ruch
Historické památky spolu s přírodními zajímavostmi a mírným středozemním podnebím jsou dnes důvodem, proč se Alanya podílí na tureckém turistickém průmyslu 9 procenty a na nákupu nemovitostí zahraničními vlastníky dokonce 30 procenty (ve městě bydlí skoro 10 000 Evropanů).
Aktuálně je Alanya známá hlavně jako středisko nabízející skvělé letní vyžití milovníkům zmíněných pláží, čistého moře, ale i historie nebo nákupů. Destinace nabízí více než 350 hotelových komplexů, které jsou rozesety po délce obou pláží. Hvězdičkové označení ve většině případů odpovídá jejich kvalitám. Vodním sportům je možné se věnovat v místním aquaparku Damlataş Aqua Center nebo přímo na plážích, kde se ceny pohybují od 15 do 60 eur.
Nakupovat je možné na hlavních třídách, kterými jsou ulice Atatürk Blv, ulice Damlataş Cd nebo přístavní İskele Cad (Rıhtım Cad). Pro poznání celého střediska lze využít turistický vláček, který v pravidelných intervalech vyjíždí od Red Tower (Červené věže), která je známou pamětihodností v samotném přístavu.
Novou, turisty vyhledávanou atrakcí, je lanovka Teleferik Alanya. Lanovka spojuje Kleopatřinu pláž s hradem, který je dominantou Alanye.  

## Partnerská města
- Borås, Švédsko
- Fu-šun, Čína
- Gladbeck, Německo
- Keszthely, Maďarsko
- Nea Ionia, Řecko
- Moskva, Rusko
- Rovaniemi, Finsko
- Schwechat, Rakousko
- Špindlerův Mlýn, Česko
- Talsi, Lotyšsko
- Trakai, Litva
- Wodzisław Śląski, Polsko